# Tischfernsprecher W 58

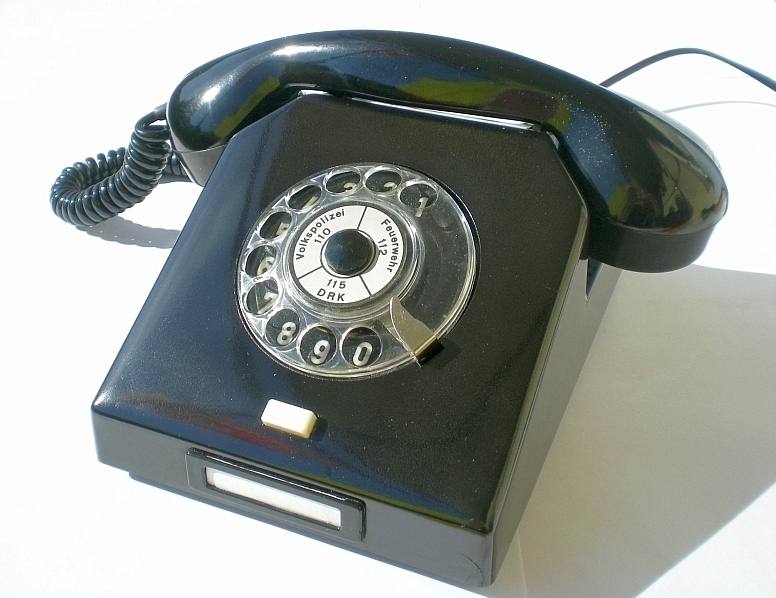
Tischapparat W 58, Baujahr 1961

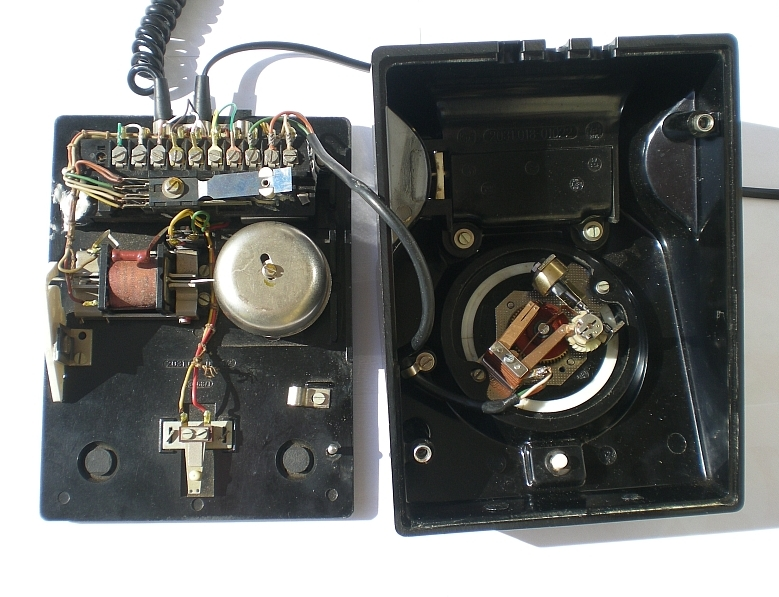
W 58 geöffnet

Der Tischapparat W 58 (Wählapparat 58) war 1958 der zweite Fernsprecher für die Deutsche Post in der DDR. Sein Gehäuse wurde komplett neu konstruiert. 
Der Vorgänger W 38 war ein Abkömmling des gleichnamigen Reichspost-Modells. Allerdings hat man die Schaltung von der letzten Version mit dem W 38-Gehäuse – dem seltenen W 38/58 – übernommen. Das Design stammt von Ekkehard Bartsch und Christian Berndt. Produziert wurde der W 58 ab 1963 vom VEB Fernmeldewerk Nordhausen, dem früheren DeTeWe Fernmeldewerk Nordhausen („Nordfern“).

## Erscheinung
Die Gehäusehaube des W 58 besteht inklusive der Grundplatte und des Hörers aus schwarzem Bakelit. Das zeitlos wirkende und kompakte Design ohne bewegliche, hochstehende Hörergabel war formgebend für einige spätere Fernsprecher in der DDR. Auch der innere Aufbau hat nichts mehr mit dem W 38 gemein, die Schaltung wurde etwas modifiziert. Die elektrischen und mechanischen Bauteile sind auf der Grundplatte befestigt und mit gebundenen Kabelbäumen frei verdrahtet. Der Wecker ist ein einspuliger, sogenannter „Doppelschalen-Wecker“ mit zwei unterschiedlich abgestimmten, gegeneinander montierten Metall-Glockenschalen (der Vorgänger hatte noch zwei weniger schön klingende Pressglas-Glocken). Die Lautstärke des Weckers ist an der Unterseite einstellbar. Der W 58 wurde nur mit Erdtaste gebaut. Als Nummernschalter kommt der schon vor dem Zweiten Weltkrieg konstruierte, bewährte NS 38 zum Einsatz, die Fingerlochscheibe („Wählscheibe“) besteht aus schwarzem Bakelit und bei späten Modellen ca. ab 1961 aus transparentem Kunststoff (Thermoplast). Im Gehäuse befindet sich hinten unter der Hörerauflage eine Griffmulde zum bequemen Transportieren, das Gewicht wurde gegenüber dem des W 38 deutlich reduziert.

## Wartung
Die Reparaturfreundlichkeit des W 58 ließ zu wünschen übrig. Der Übertrager und der Kondensator für den Wecker sind sehr eng unter der Anschlussklemmleiste montiert. Das ist wohl der Grund, warum schon 1961 der Tischfernsprecher W 61 konstruiert wurde, bei dem die Bauteile wesentlich reparaturfreundlicher platziert sind.
Gut erhaltene Exemplare des W 58 (wie auf den Bildern zu sehen) sind heute recht selten zu finden. Meist ist das Bakelitgehäuse durch Alterung und unsachgemäße Lagerung in feuchten Kellern matt, rau und fleckig geworden, oft hat das Gehäuse Risse. Bakelit ist allgemein durch seine Sprödigkeit stoßempfindlich. Hinzu kommt, dass der W 58 nur in geringen Stückzahlen produziert wurde. Man kann ihn heute nur noch an Hauptanschlüssen oder Telefonanlagen betreiben, die das Impulswahlverfahren (IWV) unterstützen.